# کنراد ولس
کُنراد ولس (انگلیسی: Conrad Wells؛ ‏ درگذشت: ۲ ژانویهٔ ۱۹۳۰) فیلم‌بردار اهل ایالات متحده آمریکا بود.
از فیلم‌هایی که وی در آن‌ها نقش داشته‌است، می‌توان به گینسبرگ بزرگ، زن مطلوب، در لباسی خیره‌کننده و شب سال نو اشاره نمود.